# Siddhant Chaturvedi
Siddhant Chaturvedi (Ballia, 29 aprile 1993) è un attore indiano.

## Filmografia parziale
- Gully Boy, regia di Zoya Akhtar (2019)
- Inside Edge (2017-2019) - Web serie (Prime Video)

## Premi
- Filmfare Awards
  - 2020: "Best Supporting Actor"
- Screen Awards
  - 2019: "Best Male Debut"
- Zee Cine Awards
  - 2020: "Best Male Debut"
- Dada Saheb Phalke Award
  - 2020: "Best Male Debut"
- Grazia Awards
  - 2019: "Star Breakthrough Award"